# L-3草蜢聯絡機
L-3草蜢聯絡機（英語：Grasshopper)是一款由艾容卡飛機公司根據其Aeronca 50 Chief為基礎，在二戰研發的聯絡機。

## 發展

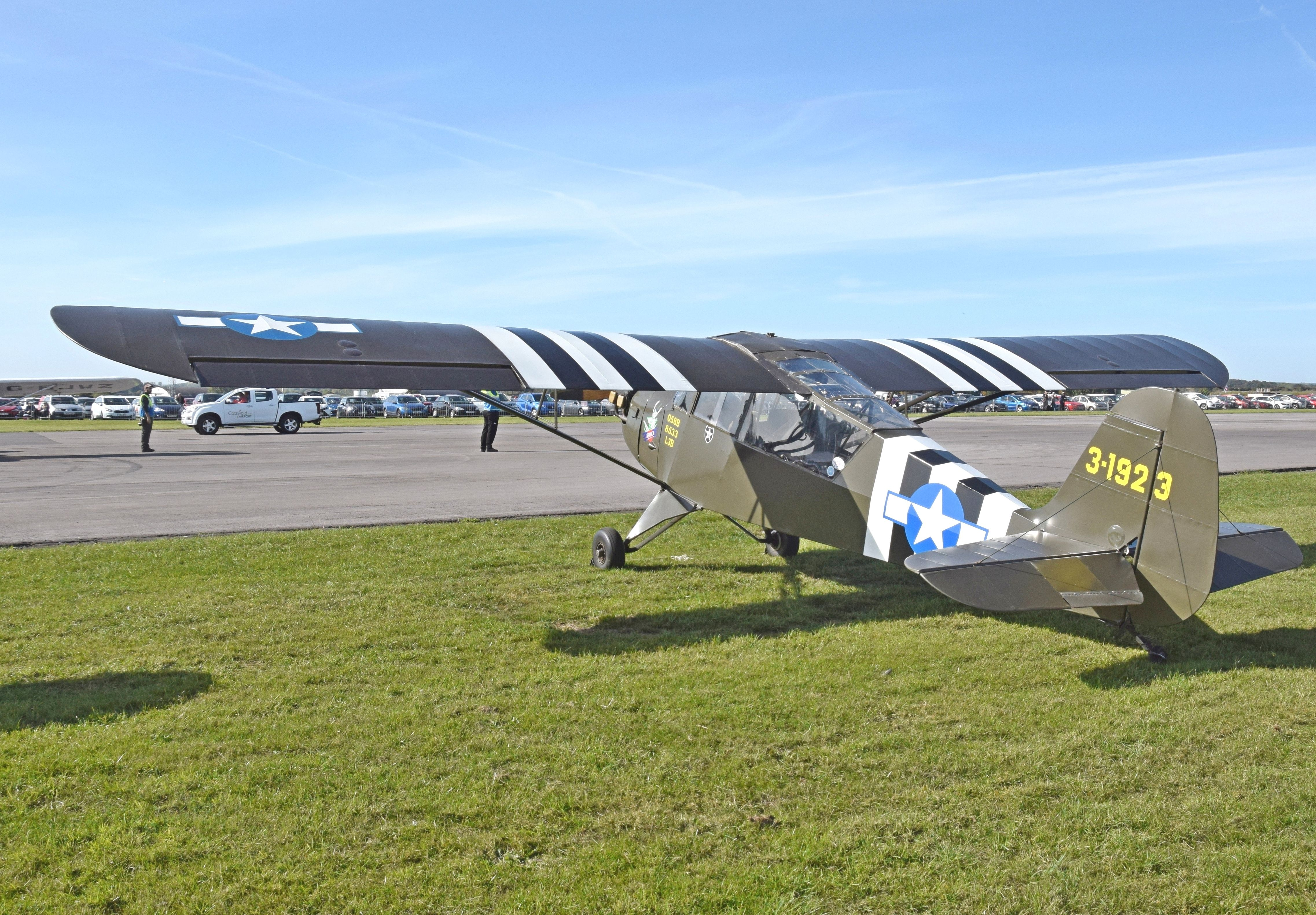
私人收藏的L-3

1941年，美國陸軍航空兵團訂購4架Aeronca 65 TC防衛者，並命名為YO-58，並評估其作為短程觀察和聯絡飛機的可能性。1941年，在測試中發現其性能符合要求，並立即訂購大量訂單。1942年4月，O-58重新命名為 L-3。
珍珠港事件後，陸軍航空軍採用L-3來訓練聯絡飛行員、砲兵觀察員和滑翔機飛行員。在短時間內（1942-43 年），陸軍航空隊觀察和聯絡中隊也曾使用它進行作戰訓練，直到L-5哨兵式聯絡機等更大型的飛機出現。
L-3等非武裝輕型飛機因其成本低、維護簡單、訓練時間要求低，以及能夠在簡易整理的跑道上起降（如馬路、田地）。聯絡機的飛行員通常會接受L-2和L-3的初級訓練，然後再繼續駕駛L-4或L-5進行更進階的訓練。一些L-3被運往北非，隨後交給自由法國軍隊。
TG-5是1942年基於O-58設計的三座訓練滑翔機。 這架飛機保留了O-58的後段機身、機翼和尾翼，同時增加了新的前機身代替引擎。 艾容卡總共為陸軍製造了250架TG-5滑翔機。海軍接收了三架LNR-1。

## 型號

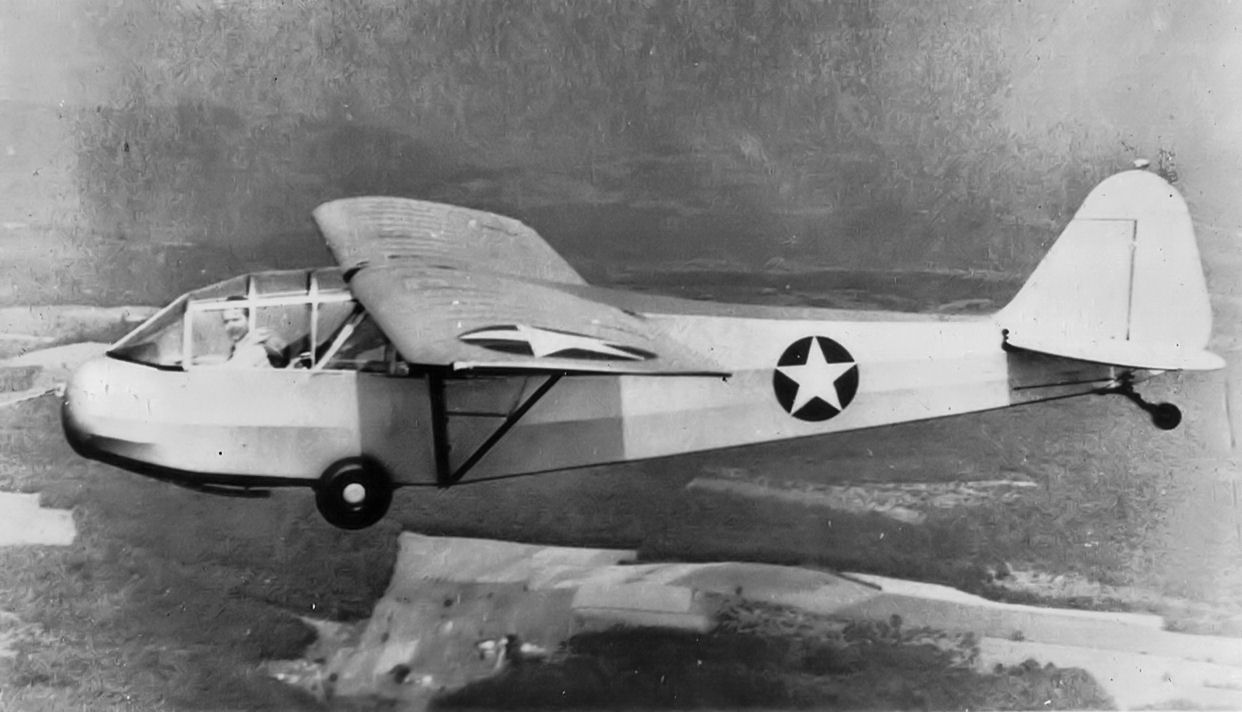
飛行中的TG-8滑翔教練機，與TG-5相似

YO-58
美國陸軍航空兵團用於評估，共採購4架
O-58/ L-3
量產版，共50架，多數用於訓練
O-58A/L-3A
機身加寬4inches並增大頂棚，共20架
O-58B/L-3B
改裝座艙蓋和附加無線電設備，共875架
O-58C/L-3C
與O-58B/L-3B相同，但拆除了無線電設備以用作教練機，共490架
L-3D
Aeronca 65TF防衛者，11架
L-3E
Aeronca 65TC防衛者，12架
L-3F
Aeronca 65CA防衛者，19架
L-3G
Aeronca 65L超級酋長，4架
L-3H
Aeronca 65TL防衛者，1架
L-3J
Aeronca 65TC防衛者，1架
JR-1
3架美國海軍的L-3
TG-5
250架用作滑翔教練機的版本
TG-33
改裝為俯臥飛行的TG-5
LNR
3架給予美國海軍的TG-5

## 用戶
巴西
- 巴西空軍

 古巴
- 古巴空軍[7]

 智利
- 智利空軍

- 多明尼加空軍[8]

 美国
- 美國陸軍航空軍
- 美國海軍

 委內瑞拉
- 委內瑞拉空軍[9]

### 書目
- Adcock, Al. . Carrollton, Texas: Squadron Signal Publications. 2005: 21–24. ISBN 0-89747-487-2.
- Andrade, John M. . Midland Counties Publications. 1979. ISBN 0-904597-22-9.
- Abel, Alan. . Wind Canyon Books. 2001. ISBN 1-891118-42-0.
- Guillemette, Roger. . US Centennial of Flight Commission.   [2006-01-04]. （原始内容存档于4 January 2006）.
- Hagedorn, Daniel P. . Tonbridge, Kent, UK: Air-Britain (Historians) Ltd. 1993. ISBN 0-85130-210-6.
- Mondey, David. . London: Chancellor Press. 1996. ISBN 185152-706-0.
- Swanborough, F.G.; Peter M. Bowers. . London: Putnam. 1963.
- . Air International. September 1973, 5 (3): 118–124, 150.
- . AeroWeb: The Aviation Enthusiast Corner. City University of New York.   [2006-01-04]. （原始内容存档于2006-01-18）.

## 外部連結
- L-3 page at the National Museum of the United States Air Force
- L-3 page at Warbird Alley （页面存档备份，存于）
- L-3 page at Museo Nacional Aeronáutico y del Espacio de Chile